# Miloslav Charouzd
 (novembre 2017).
 (novembre 2017).
Si vous disposez d'ouvrages ou d'articles de référence ou si vous connaissez des sites web de qualité traitant du thème abordé ici, merci de compléter l'article en donnant les références utiles à sa vérifiabilité et en les liant à la section « Notes et références ».
Temple de la renommée tchèque : 2010
Miloslav Charoudz, né le 15 août 1928 à Prague en Tchécoslovaquie et mort le 25 juin 2001 dans la même ville en République tchèque, est un joueur tchécoslovaque de hockey sur glace.

## Carrière

### Carrière en club
Miloslav Charouzd joue au poste d'attaquant en tant que joueur professionnel dans plusieurs clubs tchécoslovaques, dont le LTC Prague et le Spartak Prague Sokolovo. Il dispute 17 saisons du championnat national, inscrivant 181 buts en 300 matches. Il remporte un titre de champion national avec le LTC Prague en 1949. 

### Carrière internationale
Il débute en équipe nationale en 1948-1949 menée par Vladimir Zabrodsky et remporte le titre mondial en 1949. Il participe ensuite au tournoi olympique de 1952 à Oslo, puis aux Mondiaux de 1953 et 1954.
Au total, il dispute 49 matchs et marque 42 buts. Durant les années 1951-1954, il forme avec Vlastimil Bubník et Bronislav Danda une ligne d'attaque.